# Weihnachtssong
Weihnachtssong (Eigenschreibweise: WeihnachtsSong) ist ein erstmals im Dezember 2003 auf dem Aggro-Berlin-Labelsampler Aggro Ansage Nr. 3 veröffentlichtes Hip-Hop-Lied des Rappers Sido. Das gleichzeitig veröffentlichte Musikvideo zu dem Lied wurde auf deutschen Musikfernsehsendern regelmäßig gespielt und verschaffte Sido einen ersten Karriereschub. Zwischen 2006 und 2008 wurde das Lied jährlich im Dezember als Single veröffentlicht und erreichte dabei jedes Mal eine Platzierung in den deutschen Singlecharts. Als Chartshöchstplatzierung wurde dabei 2006 Platz 34 der deutschen Top 100 erreicht.

## Hintergrund
Der Weihnachtssong war das erste, und bis zur Veröffentlichung von Mein Block im April 2004 auch zunächst einzige, Lied des Samplers Aggro Ansage Nr. 3, zu dem ein Musikvideo veröffentlicht wurde. Nachdem für das einzige Musikvideo des Vorgänger-Samplers Aggro Ansage Nr. 2 mit Aggro Teil 2 noch ein Titel ausgewählt wurde, auf dem mit Sido, Bushido und B-Tight alle damaligen Künstler des Labels vertreten waren, konzentrierte man sich Aggro Berlin diesmal auf den Künstler Sido, dessen Debüt-Album Maske im nachfolgenden Frühjahr veröffentlicht werden sollte.
Das Musikvideo zum Weihnachtssong wurde im Winter 2003 als erste Aggro Berlin-Veröffentlichung regelmäßig im deutschen Musikfernsehen gezeigt und verschaffte so Sido einen ersten Karriereschub als Solo-Künstler. Nach späterer Aussage Sidos war die hohe Präsenz des Videos im Fernsehen darauf zurückzuführen, dass das Major-Label Universal Music, das damals ein verstärktes Interesse an einer Verpflichtung der Aggro Berlin-Künstler gezeigt hatte, und nicht Aggro Berlin selbst dieses an die deutschen Musikfernsehsender verschickt habe. Bushido und auch der damals zuständige Universal Music Urban A&R-Mitarbeiter Neffi Temur erklärten später in Interviews, dass Universal dabei zunächst nur Interesse an Bushido, der mit seinem Debüt-Album Vom Bordstein bis zur Skyline zuvor als erster Aggro Berlin-Künstler einen Charteinstieg verzeichnen konnte, gehabt habe. Nach späterer Darstellung Bushidos war die Vermittelung des Weihnachtssong über Universal eine Bedingung Aggro Berlins an Temur für ihre Zustimmung zu einer Zusammenarbeit Universals mit Bushido. Aggro Berlin und Bushido trennten sich im Sommer 2004 im Streit, woraufhin dieser bei Universal unterschrieb. Eine Zusammenarbeit Aggro Berlins mit Universal kam – nach Darstellung Sidos u. a. weil die mit dem Weihnachtssong einsetzende Aufmerksamkeit der breiten Öffentlichkeit dem Label eine eigenständige Perspektive aufzeigte – zunächst nicht zustande. Unmittelbar nach der Trennung von Bushidos eigenem Label ersguterjunge und Universal Music im Jahr 2007 übernahm letztere Firma den Vertrieb sämtlicher Künstler von Aggro Berlin. Nachfolgende Auflagen des Weihnachtssong wurden daraufhin von Universal vertrieben.
Ab 2006 wurde der Weihnachtssong von Aggro Berlin in Anlehnung an den seit Jahrzehnten stets zur Weihnachtszeit wiederveröffentlichten Wham!-Titel Last Christmas ebenfalls stets im Dezember erneut als Single veröffentlicht. Sido, der das Lied zwar als „Anti-Weihnachtslied“ konzipiert hatte, hatte ein solches Vorgehen eigenen Angaben zufolge bereits bei Entstehung des Liedes vorgesehen.

## Inhalt
Der Weihnachtssong wurde von Sido auf die Musik des Produzentenduos Beathoavenz (Tomas Schmidt und Zafer Kurfas) geschrieben. Musik und Melodie erinnern an das Weihnachtslied Jingle Bells. Inhaltlich behandelt das Lied typische Weihnachtsthemen wie Geschenke, den Weihnachtsmann und Schnee, allerdings genretypisch mit Umdeutungen und einer gewissen kriminellen Energie unterlegt. Im Lied selbst rappt Sido als personifizierter Weihnachtsmann („Sido mit Sack“), der zum Beispiel durch den Schornstein in ein Haus einbricht und sich dort vergnügt. An Geschenken verteilt er beispielsweise an Erika „ein Kind wie jedes Jahr“. Auch „Schnee“ wird genretypisch mit dem Slangausdruck für Kokain gleichgesetzt.
Ab dem Weihnachtssong 07 wurde die Textzeile „Bushidos Album hat die Karten auf den Tisch gelegt“ in Anspielung an Bushidos damals aktuelles Album 7 in „Scheiß auf 7, meine Fans kaufen zehn.“ umgeändert. Bushido, der bei Veröffentlichung des Originals ebenfalls noch bei Aggro Berlin unter Vertrag stand, hatte die Plattenfirma 2004 im Streit verlassen.

## Remixes
Mit der erstmaligen Single-Auskopplung des Liedes im Jahr 2006 wurde ein Remix des Songs veröffentlicht. Bei diesem sind als Feature-Gäste G-Hot, Kitty Kat und Tony D enthalten, die jeweils eine Strophe rappen. Sido selbst ist nur im Refrain und gegen Ende, wenn die Geschenke aufgezählt werden, zu hören. Für den Remix verantwortlich zeichnet D. Neumann. 2007 wurde das Lied von Goofiesmackerz neu geremixt. Außerdem wurde das Lied auch vom Comedyduo Peilerman und Flow neu interpretiert.

## Musikvideo
Im Dezember 2003 wurde unter zum Weihnachtssong ein unter der Regie von Specter entstandenes Musikvideo veröffentlicht. In diesem treten neben Sido selbst die damaligen Aggro Berlin-Mitglieder Bushido und B-Tight sowie die Die Sekte-Mitglieder Tony D und Mesut auf. Sie sind alle rot gekleidet, zum Teil in Weihnachtsmannkostümen. Im ersten Teil des Videos sammelt Sido im Lagerhaus Aggro-Berlin-Produkte in einem Sack und bringt sie in ein Kaufhaus. Dort verteilt er sie an Passanten. In einer Rückblende sieht man, wie er den Weihnachtsmann überfallen und sein Kostüm gestohlen hat. Sein Weg führt ihn dann über einen Weihnachtsmarkt, wo er sich betrinkt und weitere Geschenke verteilt. Als letztes steigt er in ein Haus ein und legt sich dort in die Badewanne. Auf YouTube wurde das Video seit 2010 über 12 Millionen Mal (Stand: März 2020) abgerufen.

## Kommerzieller Erfolg
Das Lied wurde insgesamt dreimal als Single veröffentlicht, erstmals am 1. Dezember 2006 zusammen mit der Remix-Version. Diese erreichte Platz 34 der Charts und blieb insgesamt sieben Wochen in den deutschen Singlecharts. Die 2007er Version erreichte Platz 45. 2008 erreichte das Lied Platz 74. In Österreich erreichte die Single 2006 Platz 38 und 2007 Platz 69. Zusammen mit dem Arschficksong gehört der Weihnachtssong zu den ersten Arbeiten, mit denen Sido als Solokünstler (abseits von Alles ist die Sekte) Beachtung erfährt.

## Chartplatzierungen

### Original
| Periode   | Höchstplatzierung, GesamtwochenChartplatzierungen (Periode, Platzierungen, Wochen) | Höchstplatzierung, GesamtwochenChartplatzierungen (Periode, Platzierungen, Wochen) |
| Periode   | DE                                                                                 | AT                                                                                 |
| --------- | ---------------------------------------------------------------------------------- | ---------------------------------------------------------------------------------- |
| 2006/07   | DE34 (7 Wo.)DE                                                                     | AT68 (1 Wo.)AT                                                                     |
|           |                                                                                    |                                                                                    |
|           |                                                                                    |                                                                                    |
| 2010/11   | —                                                                                  | AT38 (1 Wo.)AT                                                                     |
| Insgesamt | DE34 (7 Wo.)DE                                                                     | AT38 (2 Wo.)AT                                                                     |

### Version 2007
| Periode   | Höchstplatzierung, GesamtwochenChartplatzierungen (Periode, Platzierungen, Wochen) | Höchstplatzierung, GesamtwochenChartplatzierungen (Periode, Platzierungen, Wochen) |
| Periode   | DE                                                                                 | AT                                                                                 |
| --------- | ---------------------------------------------------------------------------------- | ---------------------------------------------------------------------------------- |
| 2007/08   | DE45 (4 Wo.)DE                                                                     | AT69 (1 Wo.)AT                                                                     |
| 2008/09   | DE74 (4 Wo.)DE                                                                     | —                                                                                  |
| Insgesamt | DE45 (8 Wo.)DE                                                                     | AT69 (1 Wo.)AT                                                                     |